# Кирилловский сельсовет (Земетчинский район)
Кирилловский сельсовет — сельское поселение в Земетчинском районе Пензенской области Российской Федерации.
Административный центр — село Кириллово.

## История
Статус и границы сельского поселения установлены Законом Пензенской области от 2 ноября 2004 года № 690-ЗПО «О границах муниципальных образований Пензенской области».

## Население
| 2002 | 2010 | 2012 | 2013 | 2014 | 2015 | 2016 |
| ---- | ---- | ---- | ---- | ---- | ---- | ---- |
| 1394 | ↘803 | ↘747 | ↘706 | ↘666 | ↘650 | ↘619 |
| 2017 | 2018 | 2021 |      |      |      |      |
| ↘590 | ↘567 | ↘496 |      |      |      |      |

## Состав сельского поселения
| № | Населённый пункт | Тип населённого пункта       | Население |
| - | ---------------- | ---------------------------- | --------- |
| 1 | Выша             | село                         | ↘99       |
| 2 | Гоголев Бор      | село                         | ↘122      |
| 3 | Городище         | посёлок                      | 0         |
| 4 | Кириллово        | село, административный центр | ↘538      |
| 5 | Красная Сушка    | посёлок                      | 17        |
| 6 | Никитовка        | посёлок                      | 14        |
| 7 | Русская Поляна   | деревня                      | 13        |